# Sumpkrypmossa
Sumpkrypmossa (Pseudocampylium radicale) är en bladmossart som först beskrevs av Ambroise Marie François Joseph Palisot de Beauvois, och fick sitt nu gällande namn av Vanderp. och Lars Hedenäs. Sumpkrypmossa ingår i släktet Pseudocampylium, och familjen Amblystegiaceae. Arten är reproducerande i Sverige.